# محوطه درویش‌آباد
محوطه درویش آباد مربوط به عصر مس - هزاره ۴ قبل از میلاد - دوره اشکانیان است و در شهرستان خرم‌آباد، بخش پاپی، دهستان کشور، روستای درویش آباد واقع شده و این اثر در تاریخ ۲۸ اسفند ۱۳۸۵ با شمارهٔ ثبت ۱۸۶۳۷ به‌عنوان یکی از آثار ملی ایران به ثبت رسیده است.